# Трёхскатный прямой бикупол
Трёхска́тный прямо́й бику́пол — один из многогранников Джонсона (J27, по Залгаллеру — 2М4).
Составлен из 14 граней: 8 правильных треугольников и 6 квадратов. Каждая квадратная грань окружена квадратной и тремя треугольными; среди треугольных граней 2 окружены тремя квадратными, остальные 6 — двумя квадратными и треугольной.
Имеет 24 ребра одинаковой длины. 3 ребра располагаются между двумя квадратными гранями, 18 рёбер — между квадратной и треугольной, остальные 3 — между двумя треугольными.
У трёхскатного прямого бикупола 12 вершин. В каждой сходятся две квадратных и две треугольных грани.
Трёхскатный прямой бикупол можно получить из кубооктаэдра, разделив его на две половины, каждая из которых представляет собой трёхскатный купол (J3), и повернув одну из них на 60° вокруг её оси симметрии.

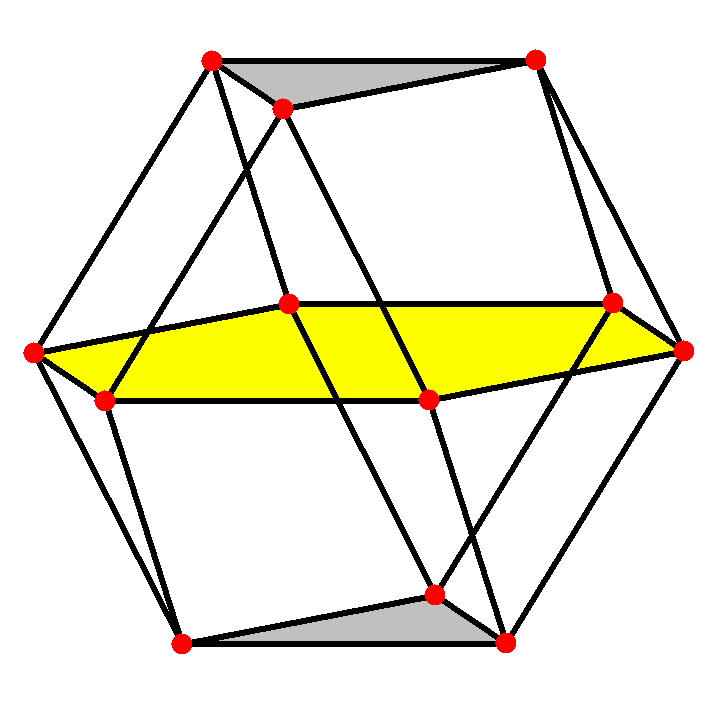
Кубооктаэдр
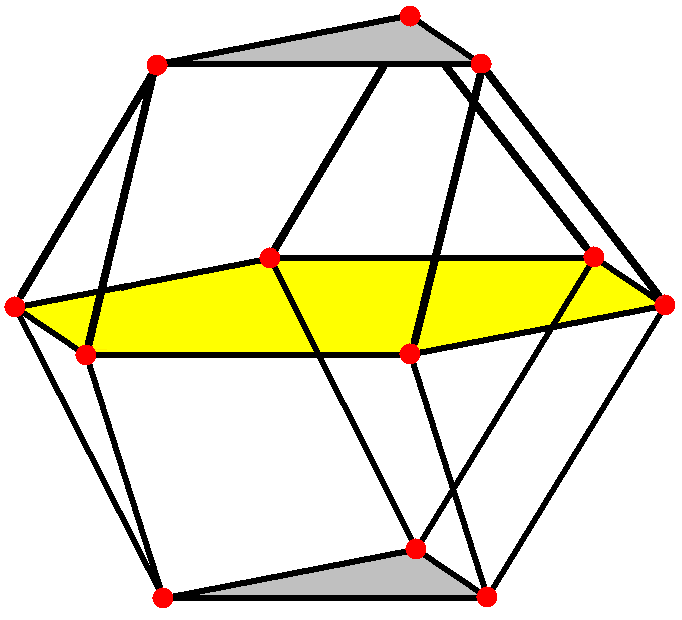
Трёхскатный прямой бикупол

Объём и площадь поверхности при этом не изменятся; описанная и полувписанная сферы полученного многогранника также совпадают с описанной и полувписанной сферами исходного кубооктаэдра.

## Метрические характеристики
Если трёхскатный прямой бикупол имеет ребро длины {\displaystyle a}, его площадь поверхности и объём выражаются как
{\displaystyle S=\left(6+2{\sqrt {3}}\right)a^{2}\approx 9{,}4641016a^{2},}
{\displaystyle V={\frac {5{\sqrt {2}}}{3}}\;a^{3}\approx 2{,}3570226a^{3}.}
Радиус описанной сферы (проходящей через все вершины многогранника) при этом будет равен
{\displaystyle R=a=1{,}0000000a;}
радиус полувписанной сферы (касающейся всех рёбер в их серединах) —
{\displaystyle \rho ={\frac {\sqrt {3}}{2}}\;a\approx 0{,}8660254a.}

## Заполнение пространства
С помощью трёхскатных прямых бикуполов можно замостить трёхмерное пространство без промежутков и наложений вместе с квадратными пирамидами (J1) (см. иллюстрацию) или с правильными октаэдрами.